# James Francis Smith

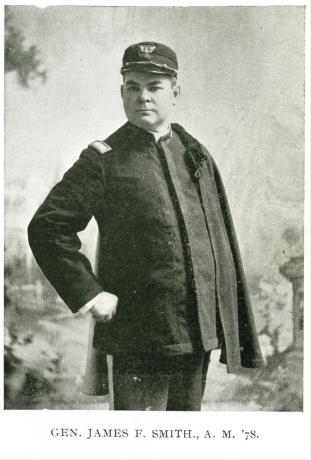
James Francis Smith

James Francis Smith (* 28. Januar 1859 in San Francisco, Kalifornien; † 29. Juni 1928 in Washington, D.C.) war ein US-amerikanischer Brigadegeneral und von 1906 bis 1909 Generalgouverneur der Philippinen.

## Studium
Nachdem Smith am Santa Clara College 1877 und 1878 den Bachelor of Science und den Bachelor of Arts sowie einen Master of Arts erworben hatte, studierte er 1878 bis 1881 am Hastings College of Law in San Francisco. Nachdem er dieses Studium mit einem Bachelor of Laws abgeschlossen hatte, praktizierte er als Rechtsanwalt.

## Militärische Laufbahn
Später meldete er sich zur Freiwilligenarmee und stieg am 6. Mai 1898 zum Oberst des 1. Infanterieregiments von Kalifornien auf. Am 22. Oktober 1898 wurde er Kommandeur der 1. Brigade des VIII. US-Korps. Im Januar 1899 wurde er Mitglied der Militärkommission auf den Philippinen. Am 24. April 1899 wurde er zum Brigadegeneral der Freiwilligenarmee befördert und zugleich Militärgouverneur von Negros und Visayas.

## Richter und Generalgouverneur
Der studierte Jurist war ab 17. Juni 1901 Beigeordneter Richter am Obersten Gericht der Philippinen, als er im Januar 1906 zunächst Vizegouverneur der Philippinen wurde. Ab 1903 war er zudem Sekretär für öffentliche Aufträge in der Gouvernementverwaltung. Bereits am 20. September 1906 wurde er als Nachfolger von Henry Clay Ide Generalgouverneur der Philippinen. Dieses Amt übte er bis zu seiner Ablösung durch William Cameron Forbes am 11. November 1909 aus.
Von 1910 bis zu seinem Tod war Smith Beigeordneter Richter am Bundesberufungsgericht für Zollverfahren. Zudem war er zeitweise Richter am Obersten Gericht von Washington, D.C. und des dortigen Berufungsgerichts.